# Тейтельбаум, Бенджамин
Бенджамин Рафаэль Тейтельбаум (родился 27 января 1983 года) — американский этнограф и политический комментатор. Доцент кафедры этномузыкологии в Университете Колорадо в Боулдере и бывший руководитель кафедры североевропейских исследований там же. Наиболее известен своими этнографическими исследованиями крайне правых групп в Скандинавии и комментариями по вопросам иммиграции; его часто цитируют как эксперта в скандинавских и американских СМИ.
Статьи публиковались в The New York Times, The Wall Street Journal, UnHerd, The Nation и The Atlantic
Тейтельбаум является автором книги «Lions of the North: Sounds of the New Nordic Radical Nationalism (2017)» (2017) — этнографического исследования радикальных националистов в Скандинавии, а также книги "War for Eternity: The Return of Traditionalism and the Rise of the Populist Right " (2020), в которой исследуется роль традиционализма в мышлении таких деятелей, как Стив Бэннон, Олаво де Карвалью, Джейсон Джоржани, Габор Вона и Александр Дугин.